# Goldgelbe Koralle
Die Goldgelbe Koralle (Ramaria aurea) ist eine Pilzart aus der Familie der Schweinsohrverwandten. Sie ist neben anderen ähnlich geformten Pilzen auch unter dem uneindeutigen Namen „Ziegenbart“ bekannt.

## Merkmale
Der Fruchtkörper wird 7–12 cm hoch und 5–11 cm breit. Er teilt sich von einem dickfleischigen, weißlichen Strunk in zahlreiche, am Ende gegabelte oder gestutzte Äste. Sie sind hell lachs-orange oder lachsfarben; die Spitzen sind satt maisgelb, später jedoch wie die Äste gefärbt. Der Strunk wird 2–4 cm hoch und spitzt sich zur Basis hin mehr oder weniger zu. Er ist unten weiß und oben zitronengelb getönt. Das Fleisch ist schmutzig-weiß und marmoriert sowie von wässriger Konsistenz und mildem, später bitterem Geschmack mit grasartig-holzigem Geruch.

## Ökologie und Phänologie
Der Pilz kommt in Laub- und Nadelwäldern vor. Er ist vor allem in höheren Lagen zu finden, sonst selten. Seine Fruchtkörper erscheinen gern in Reihen ab Juli. 

## Verbreitung
Die Goldgelbe Koralle ist in der Holarktis in Asien in der Türkei und Japan und in Nordamerika in den Vereinigten Staaten zu finden. Außerdem ist er in Europa von Italien bis Schweden und Finnland sowie von Frankreich und Großbritannien bis Tschechien verbreitet.

## Bedeutung

### Speisewert
Die jungen Fruchtkörper sind essbar, können jedoch leicht mit denen der giftigen Bauchweh- und Dreifarbigen Koralle verwechselt werden.

### Taxonomie
Die Art wurde früher variabler aufgefasst als heute. Ehemals wurden die heute als Schwefelgelbe Koralle (Ramaria flava) und Gelbliche Koralle (R. flavescens) bezeichneten Arten sowie eventuell die Blutrotfleckende Koralle (R. sanguinea) und andere Arten der Gattung Ramaria mit der Goldgelben Koralle zusammengefasst. Aus diesem Grund können vor allem Angaben zur Verbreitung unvollständig sein.